# Saison 2000 de l'équipe cycliste AG2R Prévoyance
La saison 2000 de l'équipe cycliste AG2R Prévoyance est la neuvième de cette équipe, lancée en 1992 et dirigée par Vincent Lavenu.

## Coureurs et encadrement technique

### Effectif
L'équipe est composée de 15 coureurs et 3 stagiaires,,.
| Cycliste             | Date de naissance | Nationalité | Équipe 1999                             |
| -------------------- | ----------------- | ----------- | --------------------------------------- |
| Christophe Agnolutto | 6 décembre 1969   | France      | Casino                                  |
| Lauri Aus            | 4 novembre 1970   | Estonie     | Casino                                  |
| Stéphane Barthe      | 5 décembre 1975   | France      | Casino                                  |
| Philippe Bordenave   | 4 mars 1969       | France      | Big Mat-Auber 93                        |
| Alexandre Botcharov  | 26 février 1975   | Russie      | US Montauban 82 (équipe amateur)        |
| Pascal Chanteur      | 9 février 1968    | France      | Casino                                  |
| David Delrieu        | 20 février 1971   | France      | Casino                                  |
| Laurent Estadieu     | 4 août 1975       | France      | US Montauban 82 (équipe amateur)        |
| Arturas Kasputis     | 26 février 1967   | Lituanie    | Casino                                  |
| Jaan Kirsipuu        | 17 juillet 1969   | Estonie     | Casino                                  |
| Andrei Kivilev       | 21 septembre 1973 | Kazakhstan  | Festina-Lotus                           |
| Gilles Maignan       | 30 juillet 1968   | France      | Casino                                  |
| Innar Mandoja        | 27 février 1978   | Estonie     | EC Saint-Etienne-Loire (équipe amateur) |
| Benoît Salmon        | 9 mai 1974        | France      | Casino                                  |
| Ludovic Turpin       | 22 mars 1975      | France      | CC Etupes (équipe amateur)              |
| Stagiaire            | Date de naissance | Nationalité | Équipe 2000                             |
| Alexandre Grux       | 3 février 1976    | France      | EC Saint-Etienne-Loire (équipe amateur) |
| Nicolas Inaudi       | 21 janvier 1978   | France      | AVC Aix-en-Provence (équipe amanteur)   |
| Julien Thollet       | 22 novembre 1976  | France      | EC Saint-Etienne-Loire (équipe amateur) |

### Encadrement
L'équipe est dirigée par Vincent Lavenu, Laurent Biondi et Gilles Mas .

## Bilan de la saison

### Victoires
L'équipe remporte 20 victoires ,,,.
| Date       | Course                                     | Pays      | Classe | Vainqueur            |
| ---------- | ------------------------------------------ | --------- | ------ | -------------------- |
| 23/01/2000 | Tour Down Under                            | Australie | 2.3    | Gilles Maignan       |
| 02/02/2000 | 1re étape de l'Étoile de Bessèges          | France    | 2.4    | Jaan Kirsipuu        |
| 04/02/2000 | 3e étape de l'Étoile de Bessèges           | France    | 2.4    | Jaan Kirsipuu        |
| 06/02/2000 | 5e étape de l'Étoile de Bessèges           | France    | 2.4    | Jaan Kirsipuu        |
| 09/02/2000 | 1re étape du Tour Méditerranéen            | France    | 2.3    | Jaan Kirsipuu        |
| 20/02/2000 | Classic Haribo                             | France    | 1.3    | Jaan Kirsipuu        |
| 06/03/2000 | 1re étape de Paris-Nice                    | France    | HC     | Jaan Kirsipuu        |
| 24/03/2000 | 5e étape de la Semaine catalane            | Espagne   | 2.1    | Jaan Kirsipuu        |
| 23/04/2000 | Tour de Vendée                             | France    | 1.3    | Jaan Kirsipuu        |
| 03/05/2000 | 2e étape des Quatre jours de Dunkerque     | France    | 2.1    | Arturas Kasputis     |
| 07/05/2000 | 7e étape des Quatre jours de Dunkerque     | France    | 2.1    | Jaan Kirsipuu        |
| 22/06/2000 | Championnat d'Estonie contre-la-montre     | Estonie   | CN     | Lauri Aus            |
| 25/06/2000 | Championnat d'Estonie                      | Estonie   | CN     | Lauri Aus            |
| 07/07/2000 | 7e étape du Tour de France                 | France    | GT     | Christophe Agnolutto |
| 04/08/2000 | 4e étape B du Tour du Danemark (clm)       | Danemark  | 2.2    | Arturas Kasputis     |
| 05/08/2000 | 5e étape du Tour du Danemark               | Danemark  | 2.2    | Jaan Kirsipuu        |
| 26/08/2000 | 4e étape du Tour du Poitou-Charentes (clm) | France    | 2.4    | Gilles Maignan       |
| 05/09/2000 | 2e étape du Tour de Pologne                | Pologne   | 2.3    | Jaan Kirsipuu        |
| 06/09/2000 | 3e étape du Tour de Pologne                | Pologne   | 2.3    | Jaan Kirsipuu        |
| 07/09/2000 | 4e étape du Tour de Pologne                | Pologne   | 2.3    | Jaan Kirsipuu        |